# Monarca de les Santa Cruz
El monarca de les Santa Cruz (Clytorhynchus sanctaecrucis) és un ocell de la família dels monàrquids (Monarchidae).

## Hàbitat i distribució
Habita el terra i la malesa dels boscos de les muntanyes de l'illa de Nendo, a les illes Santa Cruz.

## Taxonomia
Antany es considerava coespecífic amb el monarca gorjanegre (Clytorhynchus nigrogularis). Actualment son classificats com espècies diferents arran Dutson 2006